# Pornorama
Pornorama è un film del 2007 diretto da Marc Rothemund.

## Trama
Anni '70: due fratelli operai a Monaco di Baviera, Bennie e Freddie, filmano le manifestazioni studentesche di quegli anni per conto della polizia. Ma dopo una visita ad una casa occupata da alcune studentesse che girano nude, si rendono conto che la contestazione studentesca porterà ad una liberazione sessuale, e decidono quindi di diventare produttori di film hard per fare soldi, aiutati dalla procace operaia italiana Gina Ferrari.